# Maun (Insel)
Maun ist eine längliche unbewohnte Insel in Kroatien. Die Insel Škrda befindet sich nordwestlich der Insel, nur 1,5 Kilometer entfernt. Südlich von Maun befinden sich zwei kleinere Inseln.